# 小行星3913
小行星3913（3913 Chemin）是一颗绕太阳运转的小行星，为主小行星带小行星。该小行星于1986年12月2日发现。

## 轨道参数
小行星3913的轨道半长轴为2.3589951 UA，离心率为0.223。